# Deir Qaddis
Deir Qaddis (àrab: دير قديس, Dayr Qaddīs) és una vila palestina en la governació de Ramal·lah i al-Bireh al centre de Cisjordània, situada 16 kilòmetres a l'oest de Ramal·lah. Segons l'Oficina Central d'Estadístiques de Palestina (PCBS), tenia 2.485 habitants en 2016. La vila té 8,207 dúnams, dels quals 438 dúnams són classificats com a sòl edificat. Com a resultat de l'Acord d'Oslo II de 1995, el 8.9% de la terra de Deir Qaddis fou transferida a l'Autoritat Nacional Palestina, però Israel encara reté el control del 91.1% restant.

## Història
Deir Qaddis vol dir «monestir del sant». L'explorador francès Victor Guérin va trobar al Kharbet (=ruïna) Deir Kaddis restes de cases amb blocs llargs i moltes cisternes excavades a la roca, mentre el SWP (1882) assenyala un monestir en ruïnes i una cova vora la vila, i que el nom de la vila indica que algun cop hi va haver un convent.

### Època otomana
La vila va ser incorporada a l'Imperi Otomà en 1517 amb tota Palestina, i el 1596 va aparèixer als registres d'impostos com a Dayr Qiddis a la nàhiya de Ramlah, al liwà de Gaza. Tenia una població d'11 llars musulmanes, pagava impostos sobre blat, ordi, cultius d'estiu, oliveres i fruiters, cabres i ruscs, i una premsa per a olives o raïms.
No s'hi ha trobat ceràmica dels primers anys de l'era otomana. En 1838, "Deir el-Kaddis" va ser considerat com un llogaret situat a la zona de Beni Hasan, a l'oest de Jerusalem.
En 1863 Guérin va estimar que Deir Kaddis tenia uns 350 habitants,mentre que una llista de pobles otomans de l'any 1870 va mostrar que "Der Kaddis" tenia 36 cases i una població de 112, tot i que el recompte de població només incloïa els homes.
En 1883 el Survey of Western Palestine del Fons per a l'Exploració de Palestina va descriure Deir el Kuddis com «un petit llogaret en un alt turó, amb jardins al nord […] Hi ha un pou d'aigua a l'est.»

### Època del Mandat Britànic
En el cens de Palestina de 1922, organitzat per les autoritats del Mandat Britànic, la població de Dair Qaddis era de 299 habitants, tots musulmans, incrementats en el cens de 1931 a 368 musulmans en 82 cases.
En 1945 la població de Deir Qaddis era de 440 musulmans, amb 8.224 dúnams de terra, segons una enquesta oficial de terra i població. 1.815 dúnams eren plantacions i regadiu, 1.069 dúnams per a cereals, mentre 8 dúnams eren sòl urbanitzat.

### Després de 1948
En la vespra de guerra araboisraeliana de 1948, i després dels acords d'armistici araboisraelians de 1949, Deir Qaddis fou ocupada pel regne haixemita de Jordània. Després de la Guerra dels Sis Dies de 1967 va romandre sota l'ocupació israeliana.